# 206 Hersilia
Ersilia o 206 Hersilia è un asteroide della fascia principale del diametro medio di circa 113 km. Scoperto nel 1879, presenta un'orbita caratterizzata da un semiasse maggiore pari a 2,7407022 UA e da un'eccentricità di 0,0408513, inclinata di 3,78015° rispetto all'eclittica.
Il suo nome è dedicato ad Ersilia, un'eroina romana semi-mitologica, probabilmente moglie di Romolo.